# Yasumasa Hirai
Yasumasa Hirai (平井保昌 Hirai Yasumasa?) es un personaje ficticio perteneciente a la serie de novelas Teito Monogatari de Hiroshi Aramata.
Hirai es el descendiente directo de Abe no Seimei y un poderoso onmyōji, así como el líder del clan Tsuchimikado, una de las últimas familias reales de Japón versadas en la práctica del onmyōdō. También actúa como el principal consejero del emperador en Kyoto.

## Historia
Yasumasa hace su aparición en la historia cuando llega a Tokio desde Kyoto para aconsejar al barón Eiichi Shibusawa en el aspecto espiritual del proyecto de ampliación de la ciudad.

## Apariencia
Hirai es descrito como un anciano sabio y venerable, que lleva normalmente ropajes ceremoniales. Al igual que Yasunori Katō, Hirai lleva el símbolo de la estrella de cinco puntas o Seiman en su túnica.

## Poderes y habilidades
Dotado de una gran sabiduría gracias a años de estudio, Hirai es probablemente el onmyōji más poderoso de Japón en el universo de Teito Monogatari. Entre sus habilidades se cuentan la adivinación y el manejo de espíritus shikigami, y su poder general es comparable al de su enemigo Yasunori Katō. Después de su muerte, varios hechizos de Yasumasa son usados por Koda Rohan en 1923 para encerrar con éxito a Katō.